# Folles
Folles é uma comuna francesa na região administrativa da Nova Aquitânia, no departamento de Alto Vienne. Estende-se por uma área de 31,18 km². Em 2010 a comuna tinha 484 habitantes (densidade: 15,5 hab./km²).